# Phaonia pudoa
Phaonia pudoa är en tvåvingeart som beskrevs av Hall 1937. Phaonia pudoa ingår i släktet Phaonia och familjen husflugor. Inga underarter finns listade i Catalogue of Life.